# Chunga's Revenge
《Chunga's Revenge》는 1970년 10월 23일에 발매된 프랭크 자파의 그의 밴드 마더스 오브 인벤션의 작업을 집계한 세 번째 솔로 음반이자 열한 번째 음반이다. 자파의 1970년대 첫 번째 노력은 이전 터틀스 멤버 플로 & 에디가 자파 음반에 처음 등장한 것이며, 자파 역사에서 논란이 많은 시대의 서막을 알린다. 《Chunga's Revenge》는 그의 1960년대 작품인 마더스 오브 인벤션의 풍자적인 정치적 논평과 《Hot Rats》의 재즈 퓨전으로부터의 변화를 나타낸다.

## 평가
| 전문가 평가              | 전문가 평가   |
| 평가 점수                | 평가 점수     |
| 출처                     | 점수          |
| ------------------------ | ------------- |
| AllMusic                 | [ 1 ]         |
| Christgau's Record Guide | C+            |
| Rolling Stone            | (unfavorable) |

선두적인 프랑스 음악 잡지인 《록 & 포크》의 현대 평론에서 폴 알레산드리니는 "자파의 풍부함, 음악적 지능은 다른 스타일의 '화학적' 종합인 그의 독특한 사운드를 다시 한 번 확인시켜줍니다. 그 중심에는 항상 풍자적인 가사가 있는 블루스뿐만 아니라 50년대 로큰롤도 있습니다. 이 음반은 마지막 곡인 완전히 독특한 《Weasels Ripped My Flesh》가 덜 부담스러울 수 있지만, 자파는 이제 자신이 견고하고 성숙하며 자신의 창조적인 기술을 알고 있음을 확인시켜줍니다. 다재다능한 악기 연주자 이언 언더우드의 지원을 받아, 그는 그 자신을 만능 기타리스트, 모든 종류의 템포에 다재다능하고 와와 페달에 창의적임을 보여줍니다."

## 곡 목록
모든 곡들은 프랭크 자파에 의해 작사/작곡하였다.
| #  | 제목                              | 재생 시간 |
| -- | --------------------------------- | --------- |
| 1. | 〈Transylvania Boogie (기악)〉    | 5:01      |
| 2. | 〈Road Ladies〉                   | 4:10      |
| 3. | 〈Twenty Small Cigars (기악)〉    | 2:17      |
| 4. | 〈The Nancy & Mary Music (기악)〉 | 9:27      |

| #   | 제목                              | 재생 시간 |
| --- | --------------------------------- | --------- |
| 5.  | 〈Tell Me You Love Me〉           | 2:33      |
| 6.  | 〈Would You Go All the Way?〉     | 2:29      |
| 7.  | 〈Chunga's Revenge (기악)〉       | 6:15      |
| 8.  | 〈The Clap (기악)〉               | 1:23      |
| 9.  | 〈Rudy Wants to Buy Yez a Drink〉 | 2:44      |
| 10. | 〈Sharleena〉                     | 4:04      |